# Маунтен-В'ю (округ Натрона, Вайомінг)
Маунтен-В'ю (англ. Mountain View) — переписна місцевість (CDP) в США, в окрузі Натрона штату Вайомінг. Населення — 67 осіб (2020).

## Географія
Маунтен-В'ю розташований за координатами 42°52′6″ пн. ш. 106°24′42″ зх. д. / 42.86833° пн. ш. 106.41167° зх. д. (42.868380, -106.411617).  За даними Бюро перепису населення США в 2010 році переписна місцевість мала площу 9,83 км², уся площа — суходіл.

## Демографія
Згідно з переписом 2010 року, у переписній місцевості мешкало 96 осіб у 48 домогосподарствах у складі 29 родин. Густота населення становила 10 осіб/км².  Було 51 помешкання (5/км²).
Расовий склад населення:
| - 96,9 % — білих - 1,0 % — корінних американців |

До двох чи більше рас належало 2,1 %. Частка іспаномовних становила 5,2 % від усіх жителів.
За віковим діапазоном населення розподілялося таким чином: 16,7 % — особи молодші 18 років, 67,7 % — особи у віці 18—64 років, 15,6 % — особи у віці 65 років та старші. Медіана віку мешканця становила 48,0 року. На 100 осіб жіночої статі у переписній місцевості припадало 113,3 чоловіків;  на 100 жінок у віці від 18 років та старших — 122,2 чоловіків також старших 18 років.
За межею бідності перебувало 27,2 % осіб, у тому числі 0,0 % дітей у віці до 18 років та 100,0 % осіб у віці 65 років та старших.
Цивільне працевлаштоване населення становило 31 осіб. Основні галузі зайнятості: сільське господарство, лісництво, риболовля — 54,8 %, будівництво — 25,8 %, освіта, охорона здоров'я та соціальна допомога — 19,4 %.